# 22177 Saotome
22177 Saotome este un asteroid din centura principală de asteroizi.

## Descriere
22177 Saotome este un asteroid din centura principală de asteroizi. A fost descoperit pe 6 decembrie 2000 la Bisei Spaceguard Center în cadrul programului BATTeRS. Asteroidul prezintă o orbită caracterizată de o semiaxă mare de 3,17 ua, o excentricitate de 0,14 și o înclinație de 23,9° în raport cu ecliptica.